# (3461) Mandelshtam
(3461) Mandelshtam est un astéroïde de la ceinture principale.

## Description
(3461) Mandelshtam est un astéroïde de la ceinture principale. Il fut découvert le 18 septembre 1977 à Naoutchnyï par Nikolaï Tchernykh. Il présente une orbite caractérisée par un demi-grand axe de 2,38 UA, une excentricité de 0,14 et une inclinaison de 3,2° par rapport à l'écliptique.

## Compléments